# Maria Läng (Regensburg)
Die katholische Kapelle Maria Läng, ist ein barocker Saalbau mit Kreuzgratgewölbe von 1675. Die Kapelle ist eine alte Hauskapelle im Erdgeschoss eines ehemaligen Domherrenhofs. Sie beherbergt eine Marienfigur, die die  Hl. Maria in ihrer wahren Länge darstellen soll.

Maria-Läng-Altar
mit Begleitfiguren (2016)

Die Kapelle befindet sich im Haus Pfauengasse 2, nahe dem südlichen Domplatz. Die Kapelle ist seit ihrer Erbauung am Ende des 17. Jahrhunderts eine der beliebtesten Andachtsräume in der Altstadt von Regensburg. Der ungewöhnliche Namensbestandteil „Läng“ der Kapelle bezieht sich auf die alte kultisch religiöse Vorstellung, die genaue Körperlänge Mariens zu erkennen und zu kennen, um dadurch Segens- oder Heilskräfte oder auch die Erfüllung von Wünschen zu erlangen.

## Geschichte

### Ehemalige Kapelle im Keller
Die barocke ehemalige Hauskapelle eines ehemaligen Domherrenhofes wurde 1675 errichtet, veranlasst vom Regensburger Domherrn und späteren Weihbischof Albert Ernst von Wartenberg (1635–1715) und 1678 geweiht. Wartenberg hatte zuvor eine baufällige ältere Hauskapelle abbrechen lassen und war bei den Abbruch- und Aushubmaßnahmen auf unterirdische Gänge und auf römische und mittelalterliche Baureste, Gräber und Reliquienkästchen gestoßen. Wartenberg galt als wundersüchtiger und legendengläubiger Mann und mit seiner großen Fantasie stellte er die Funde und Entdeckungen als ein großes System unterirdischer Katakomben dar, in dem sich auch Paulus und Petrus aufgehalten hätten. Seine rege Fantasie ging sogar so weit, dass er behauptete, ein Zentrum frühchristlichen Lebens entdeckt zu haben. Einen der entdeckten Räume ließ er zu einer unterirdischen Kapelle ausbauen, die Wände stuckieren und eine Sitzfigur des hl. Petrus aufstellen. Dieser unterirdische Kapellenraum blieb bis zum Beginn des 19. Jahrhunderts in Benutzung und kann noch heute im Keller des Hauses nachgewiesen werden.
Die Äußerungen von Wartenberg und sein Verhalten müssen aber auch vor dem Hintergrund der damaligen schwierigen Situation der katholischen Gläubigen in Regensburg gesehen werden. Nach dem Dreißigjährigen Krieg hatten in der evangelischen Reichsstadt Regensburg katholische Bestrebungen und Gläubige große Schwierigkeiten, wahrgenommen zu werden. Wartenberg könnte im Sinn gehabt haben, durch Erinnerung an frühchristliche Zeiten wieder Aufmerksamkeit für die katholische Kirche zu gewinnen. Ebenso wie kurz zuvor die Erbauer der Loretokapelle in Stadtamhof könnte er sogar bestrebt gewesen sein, den am Beginn des 16. Jahrhunderts in Regensburg starken, dann aber erloschenen Wallfahrtskult zur „Schönen Maria“ wieder zum Leben zu erwecken. Dafür spricht auch die Wahl der von ihm für die Maria Läng-Kapelle in Auftrag gegebenen Andachtsfigur vom Typ der „Schönen Maria“, die heute nicht mehr den Altar schmückt, aber noch in der Kapelle aufbewahrt wird.

### Heutige Kapelle im Erdgeschoss

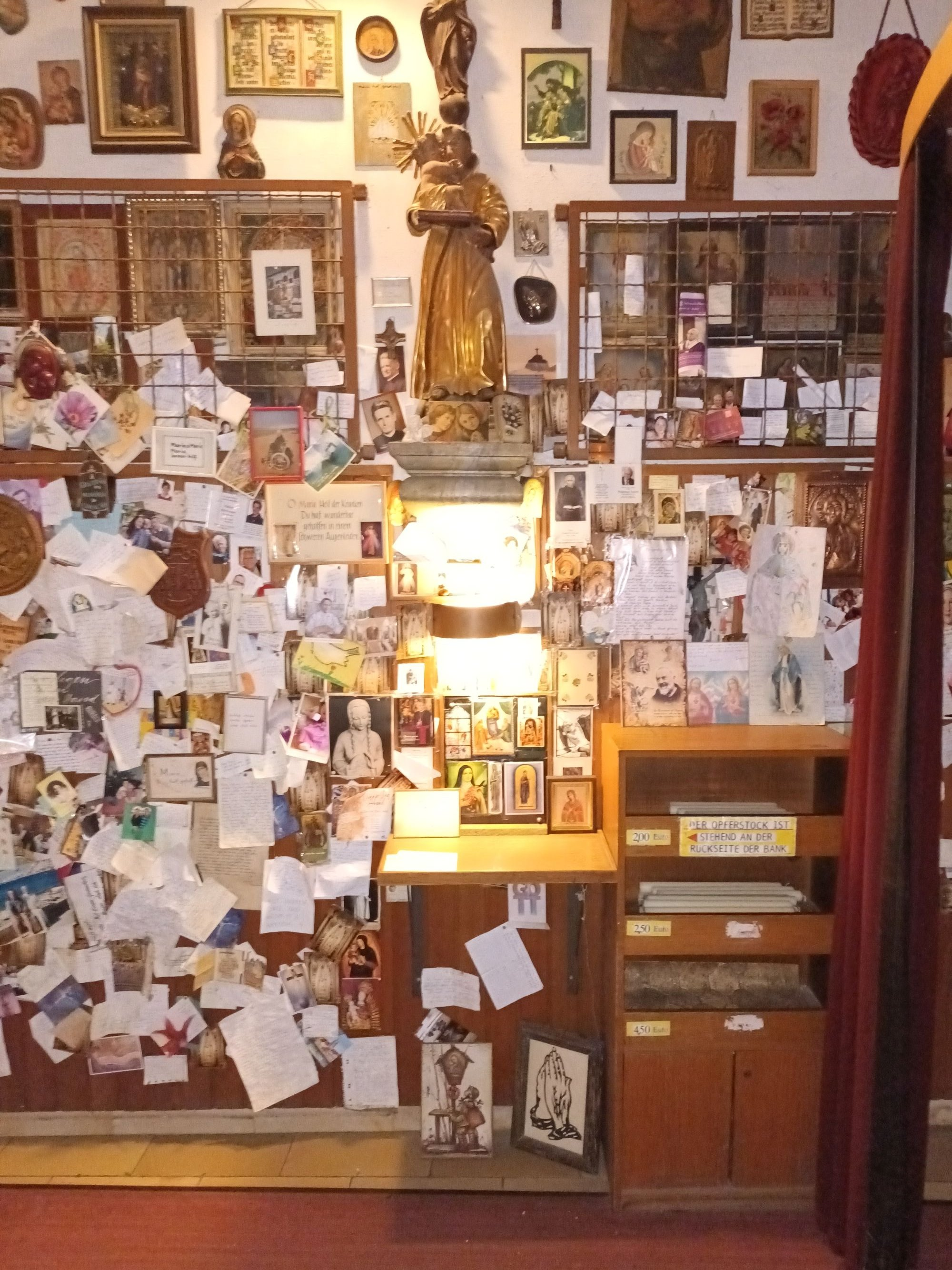
Votivwand in Maria Läng (2024)

Die heute im Erdgeschoss des Hauses befindliche Kapelle Maria Läng war bis 1881 eine an das Vorderhaus des alten nicht mehr vorhandenen Domherrenhofs angebundene, ansonsten aber dreiseitig freistehende Kapelle. Sie wurde erst 1881 beim Neubau des heutigen viergeschossigen Wohn- und Geschäftshauses Pfauengasse 2 in den Neubau einbezogen und überbaut.
Der nach Süden ausgerichtete, mit 101 ×1 31 m kleine, schmale Kapellenraum ist ein Saalbau mit dreiteiligem Kreuzgratgewölbe, der über ein Oratorienfenster in der Nordwand mit einem Raum im 1 OG. des Gebäudes verbunden ist. Die Akanthusmalereien des Gewölbes stammen aus der Erbauungszeit (1675) der Kapelle. Das Gewölbe überspannt den Kapellenraum, der nach Osten zur Pfauengasse hin von außen nur durch zwei Rundbogenfenster ersichtlich ist. Von dort aus ist der Kapellenraum über eine Tür zugänglich. An der südlichen Schmalseite des Kapellenraumes findet sich in der von zwei Säulenpaaren flankierten Mittelnische des Altars (1678) das Gnadenbild von 1798, eine lebensgroße Figur der Gottesmutter im Damastkleid mit langem Schleier und mit Krone und Szepter. Die Marienfigur sollte die wahre Länge d. h. die natürliche Körpergröße Mariens überliefern. Der Altar wird von zwei Holzfiguren der Apostel Petrus und Paulus aus der Zeit von 1520 flankiert, die jeweils einen eigenen Gesichtsausdruck zeigen. In der Kapelle finden sich meist zahlreiche von Besuchern hinterlassene Devotionsgaben.

## Nutzung
Die Kapelle war früher und ist noch heute ein viel besuchter Andachtsraum. Der Bericht eines zeitgenössischen Chronisten von 1830 / 1840 gibt Einblick in Vorstellungen, die damals gläubige Besucher veranlasst haben, die Kapelle zum Gebet aufzusuchen. Berichtet wird, dass man die Fürbitte dieser Maria Läng anrief, wenn eine Sache „kurz“ werden oder sein könnte, obwohl man sie lieber „lang“ haben wollte, wie z. B. beim Wachstum von Kindern, Vieh, oder auch bei Haaren, Getreide und Geldfluss. Auch die Umkehrung wurde erbeten, wenn eine Sache drohte „lang“ zu werden, man sie aber kürzer haben wollte, wie z. B. bei Trockenheit, Dauerregen oder auch bei langwierigen Gerichtsprozessen.